# NGC 5441
NGC 5441 is een spiraalvormig sterrenstelsel in het sterrenbeeld Jachthonden. Het hemelobject werd op 11 maart 1828 ontdekt door de Britse astronoom John Herschel.

## Synoniemen
- MCG 6-31-53
- KUG 1401+349
- PGC 50057